# Заміхівська сільська рада
За́міхівська сільська́ ра́да — адміністративно-територіальна одиниця та орган місцевого самоврядування в Новоушицькому районі Хмельницької області. Адміністративний центр — село Заміхів.

## Загальні відомості
Заміхівська сільська рада утворена в 1921 році.
- Територія ради: 37,378 км²
- Населення ради: 1 306 осіб (станом на 2001 рік)
- Територією ради протікає річка Говірка

## Населені пункти
Сільській раді були підпорядковані населені пункти:
- с. Заміхів
- с. Виселок
- с. Жабинці

## Склад ради
Рада складалася з 16 депутатів та голови.
- Голова ради: Танасюк Тетяна Федорівна
- Секретар ради: Дудко Наталія Володимирівна

### Керівний склад попередніх скликань
| Прізвище, ім'я, по батькові | Основні відомості                                                                     | Дата обрання | Дата звільнення |
| --------------------------- | ------------------------------------------------------------------------------------- | ------------ | --------------- |
| Томащук Василь Антонович    | Сільський голова, 1946 року народження                                                | 26.03.2006   | 01.12.2007      |
| Танасюк Тетяна Федорівна    | Сільський голова, 1970 року народження, освіта незакінчена вища, член Народної партії | 16.03.2008   | 31.10.2010      |
| Танасюк Тетяна Федорівна    | Сільський голова, 1970 року народження, освіта незакінчена вища, позапартійна         | 31.10.2010   |                 |

Примітка: таблиця складена за даними сайту Верховної Ради України

### Депутати
За результатами місцевих виборів 2010 року депутатами ради стали:

#### За суб'єктами висування
| Суб'єкт висування                 | Кількість обраних депутатів | %    |
| --------------------------------- | --------------------------- | ---- |
| Самовисування                     | 9                           | 56,3 |
| Партія регіонів                   | 3                           | 18,8 |
| Народна партія                    | 2                           | 12,5 |
| Комуністична партія України       | 1                           | 6,3  |
| Політична партія «Сильна Україна» | 1                           | 6,3  |

#### За округами
| № округу                          | Прізвище, ім'я, по батькові     | Дата визнання обраним | Освіта             | Партійна приналежність | Відомості про обраного депутата                         |
| --------------------------------- | ------------------------------- | --------------------- | ------------------ | ---------------------- | ------------------------------------------------------- |
| Комуністична партія України       |                                 |                       |                    |                        |                                                         |
| 3                                 | Орловська Євгена Петрівна       | 05.11.2010            | середня спеціальна | позапартійна           | Новоушицьке районне споживче товариство, бухгалтер      |
| Народна Партія                    |                                 |                       |                    |                        |                                                         |
| 5                                 | Лебідь Геннадій Григорович      | 05.11.2010            | середня            | член Народної партії   | тимчасово не працює                                     |
| 16                                | Кравчук Дмитро Олександрович    | 05.11.2010            | вища               | член Народної партії   | Фермерське господарство «Резон КОД», робітник           |
| Партія регіонів                   |                                 |                       |                    |                        |                                                         |
| 4                                 | Суржок Геннадій Дмитрович       | 05.11.2010            | середня спеціальна | позапартійний          | НСЛП «Поділля», лісник                                  |
| 6                                 | Бурлик Зінаїда Петрівна         | 05.11.2010            | середня спеціальна | позапартійна           | тимчасово не працює                                     |
| 10                                | Пантело Валентина Володимирівна | 05.11.2010            | середня спеціальна | позапартійна           | фельдшерсько-акушерський пункт с. Жабинці, фельдшер     |
| Політична партія «Сильна Україна» |                                 |                       |                    |                        |                                                         |
| 2                                 | Соснюк Григорій Степанович      | 05.11.2010            | середня спеціальна | позапартійний          | приватний підприємець                                   |
| Самовисування                     |                                 |                       |                    |                        |                                                         |
| 1                                 | Дутко Наталія Володимирівна     | 05.11.2010            | середня спеціальна | позапартійна           | Заміхівська сільська рада., касир                       |
| 7                                 | Колубай Микола Васильович       | 05.11.2010            | вища               | позапартійний          | Фермерське господарство «Сади Поділля», агроном-садовод |
| 8                                 | Слободянюк Микола Прокопович    | 05.11.2010            | вища               | позапартійний          | Новоушицька ветлікарня, ветлікар                        |
| 9                                 | Колішко Василь Петрович         | 05.11.2010            | середня спеціальна | позапартійний          | тимчасово не працює                                     |
| 11                                | Немова Валентина Василівна      | 05.11.2010            | вища               | позапартійна           | Заміхівська загальноосвітня школа I-III ст., вчитель    |
| 12                                | Чайковська Валентина Михайлівна | 05.11.2010            | середня спеціальна | позапартійна           | пенсіонер                                               |
| 13                                | Горбатюк Оксана Михайлівна      | 05.11.2010            | середня спеціальна | позапартійна           | тимчасово не працює                                     |
| 14                                | Кобельський Василь Миколайович  | 05.11.2010            | середня спеціальна | позапартійний          | Фермерське господарство «Заміхівське-06», шофер         |
| 15                                | Прохніцька Ольга Олександрівна  | 05.11.2010            | середня            | член Єдиного Центру    | Новоушицький територіальний центр, робітник             |